# Grozdova

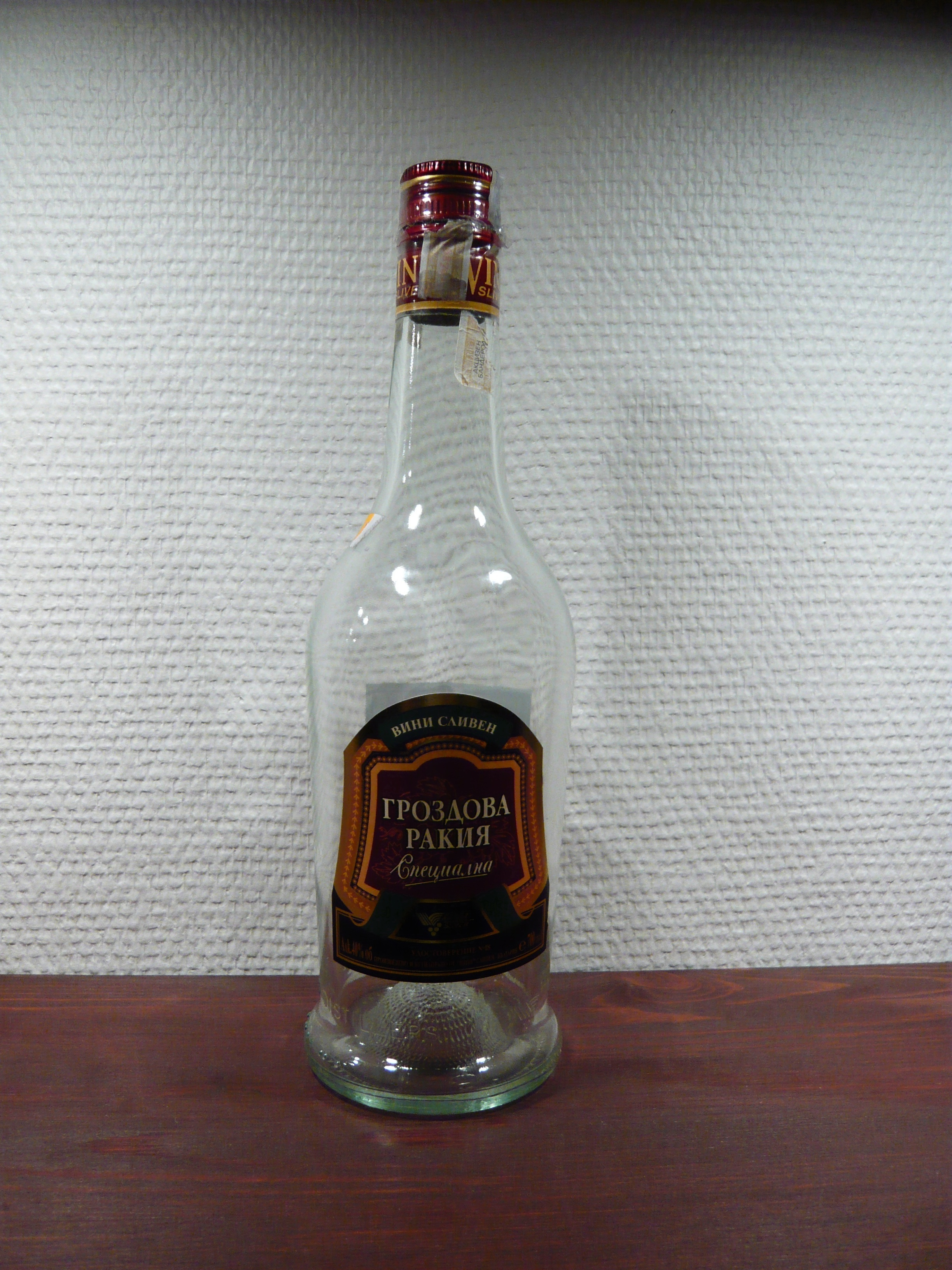
Grozdova Rakia specialna från Bulgarien

Grozdova (Bulgariska: гроздова) från groz (гроз) vindruva, är ett slags brännvin (Rakia) gjort på fermenterade vindruvor.
Grozdova är nationaldryck i de flesta länderna på Balkan med slavisk befolkning, där grozdova är den populäraste alkoholdrycken. Alkoholhalten är 25-70% och dricks ur glas (0,3-0,5 dl).
I Italien kallar man den grappa.